# 1297 w polityce

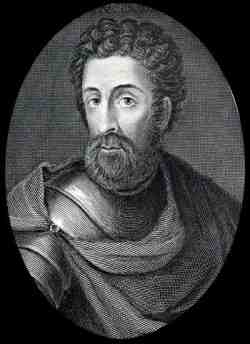
William Wallace, bohater narodowy Szkotów

Wydarzenia polityczne w 1297 roku.

## Wydarzenia
- Antyangielskie powstanie w Szkocji. Powstańcy występują przeciwko rządom króla Anglii Edwarda I Długonogiego.
- 2 czerwca Henryk III głogowski zawarł sojusz z Wacławem II[1].
- 11 września Bitwa pod Stirling[2]. Szkoci pod dowództwem Williama Wallace’a[3][4] zwyciężają armię angielską. W starciu poległo 5000 Anglików[2]. Po wygranej bitwie Szkoci przestali wierzyć w to, że Anglicy są niezwyciężeni[5].
- 18 listopada układ w Sieradzu: Władysław I Łokietek odstąpił Wacławowi II prawa do Małopolski za 5 tys. grzywien srebra[1].
- Edward I Długonogi potwierdził Wielką Kartę Swobód[6][7].

## Urodzili się
- 25 marca Andronik III Paleolog, cesarz Bizancjum[8].

## Zmarli
- 16 sierpnia Jan II Wielki Komnen, cesarz Trapezuntu[9].